# Johan Falkberget

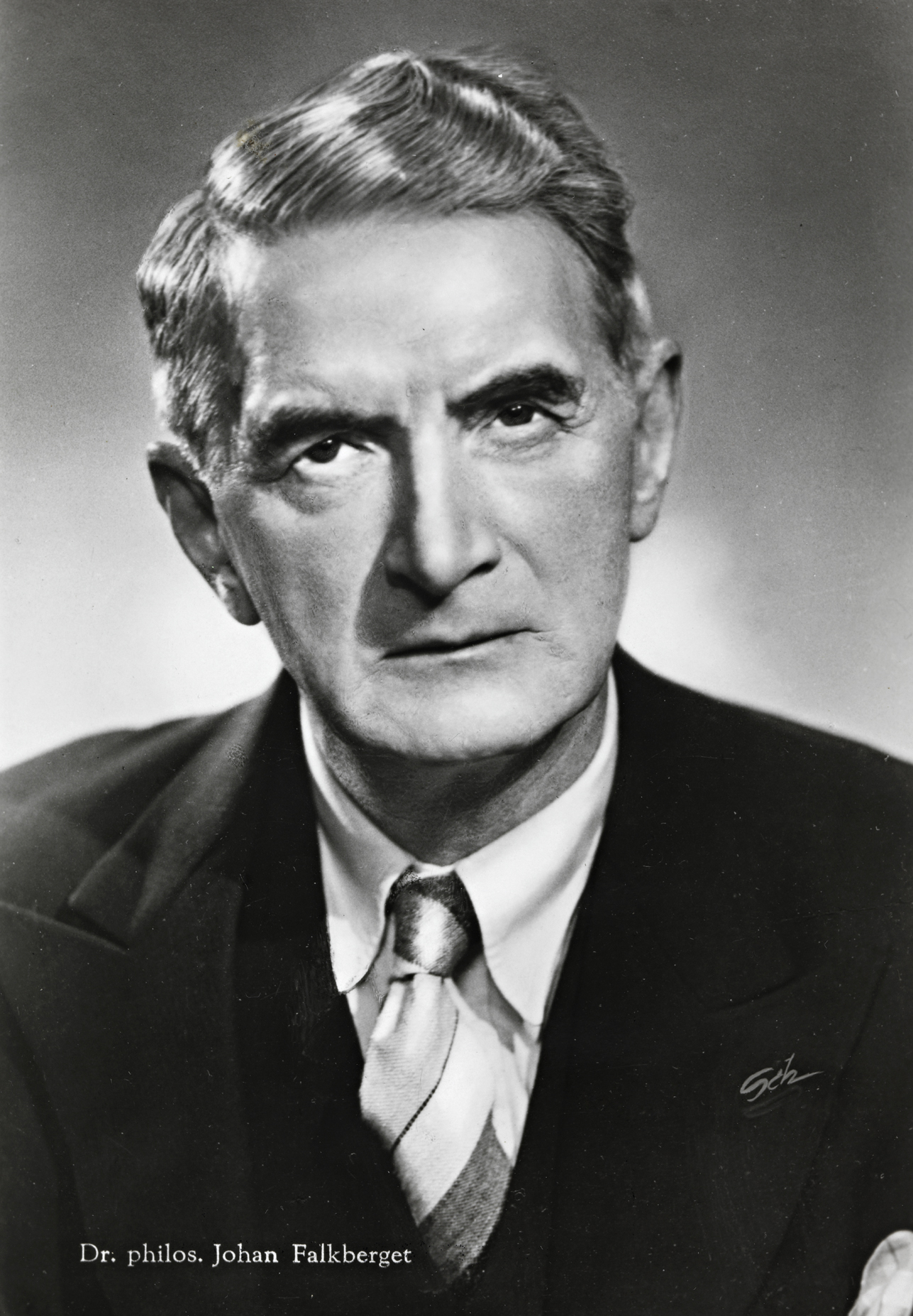
Johan Falkberget

Johan Falkberget (* 30. September 1879 in Røros; † 5. April 1967 ebenda) war ein norwegischer Schriftsteller.
Er wurde geboren als Johan Petter Lillebakken auf dem Hof Falkberget in Rugldalen in der Gemeinde Røros.
1893 übernahm er den Hofnamen als Nachnamen.
Seit 1891 arbeitete er als Erzwäscher auf der Kupfererzgrube Christianus Sextus. Ab 1902 erschienen seine ersten Erzählungen.
1906 verließ er den Bergbau und wurde Redakteur der Zeitung Nybrott in Ålesund. 1909 zog er nach Kristiania (heute Oslo) und reiste ab 1911 durch Europa. 1922 kehrte er zurück in seinen Geburtsort Rugldalen und baute den Hof Ratvolden.
1923 erschien sein Buch „Den fjerde nattvakt“ (deutsch: „Die vierte Nachtwache“), das seinen Durchbruch als Schriftsteller brachte. Andere Höhepunkte sind die „Christianus Sextus“-Trilogie (deutsch: „Im Zeichen des Hammers“) und die vier Bücher des Zyklus „Nattens brød“ (deutsch: „Brot der Nacht“). In diesen Büchern schildert er die Geschichte des Kupferbergbaus in Røros und die Lebensbedingungen der Bergleute.
Geburts- und Wohnort des Dichters in Rugldalen (ca. 15 km nördlich von Røros, 62° 43′ N, 11° 21′ O) sind heute Museum und können im Sommer besichtigt werden.

## Erzählungen
- Björnskytten och tva andra berättelser, Folket i Bilds Förlag Stockholm 1963. Übersetzung aus dem Norwegischen von Bo Engman.
- Zigeuner-Kornelkia. in Adalbert Keil Hg.: Das Volk der Nacht. Zigeunergeschichten. Übers. Hilda von Born-Pilsach. Reihe: Goldmanns Gelbe TB #1614. München 1964 (Anthologie) S. 82–87 (norweg. Tater-Kornielka.)